# جلسه مافیا در گراند هتل ات دز پالمز
یک سری جلسات بین اعضای مافیای سیسیلی و آمریکایی در تاریخ ۱۲ تا ۱۶ اکتبر ۱۹۵۷ در گراند هتل ات دز پالم در پالرموی سیسیل برگزار شد. این نشست که به اجلاس مافیای پالرمو ۱۹۵۷ معروف است، ظاهراً به بحث درباره تجارت غیرقانونی هروئین بین مافیای آمریکا و سیسیلی اختصاص داشت. اف‌بی‌آی معتقد بود این جلسه بود که خانواده جنایتکار بونانو از نیویورک را وارد تجارت هروئین کرد.

## منشأ اهداف این نشست
این "اجلاس هروئین" توسط روزنامه‌نگار کلر استرلینگ اینگونه توصیف شده است: "اگرچه هیچ شاهد دست اولی از آنچه در طول این اجلاس چهار روزه گذشت وجود ندارد، اما آنچه در سی سال بعد اتفاق افتاد، ماهیت قضیه را روشن کرد. مقامات دو سوی اقیانوس اطلس اکنون متقاعد شده‌اند که هیئت آمریکایی از سیسیلی‌ها خواست تا واردات و توزیع هروئین در ایالات متحده را بر عهده بگیرند و سیسیلی‌ها نیز موافقت کردند."  
با این حال، او این ادعا را با شواهد محکمی تأیید نکرده و حتی تاریخ‌های این نشست ادعایی را نیز اشتباه ذکر کرده است.  
در آن زمان، اگرچه مافیای سیسیلی در دهه‌های ۱۹۵۰ و ۱۹۶۰ تا حدی در تجارت هروئین دخیل بود، اما هرگز بیش از یک نقش ثانویه نداشت. بر اساس جلسات مک‌کللن، سیسیل تنها یک ایستگاه ترانزیتی در حمل هروئین تولیدشده توسط فرانسه به آمریکا بود. مافیوزی‌های سیسیلی تا دهه ۱۹۷۰ انحصاری در بازار هروئین فراآتلانتیک نداشتند، زیرا در ابتدا در مقایسه با سایر گروه‌های جنایی، به ویژه "فرنچ کانکشن" (French Connection) که توسط گروه‌های کورسیکایی در مارسی کنترل می‌شد، رقابت‌پذیر نبودند.  
اولین اشاره به این "اجلاس" در ایالات متحده در جلسات مک‌کللن در ۱۰ تا ۱۶ اکتبر ۱۹۶۳ بود. در میان مافیوزی‌های آمریکایی حاضر در این نشست می‌توان به جو بونانو، معاونان و مشاورانش کارماین گالانته، جان بونونتره و فرانک گاروفالو، و همچنین لاکی لوچیانو، سانتو سورژ، جان دی بلا، ویتو ویتاله و گاسپاره ماگادینو اشاره کرد. در میان طرف سیسیلی نیز سالواتوره "پرنده کوچولو" گرکو و پسرعمویش سالواتوره گرکو (معروف به "مهندس" یا "توتوی بلند")، جوزپه جنکو روسو، وینچنزو ریمی و فیلیپو ریمی، آنجلو لا باربرا، گائتانو بادالامنتی، توتو مینوره، روزاریو مانچینو، کالچدونیو دی پیسا، چزاره مانزلا، جوآکینو پنینو و توماسو بوشتا حضور داشتند.

## عدم وجود گزارش‌های دست اول
هیچ گزارش دست اولی از این جلسه وجود ندارد، به جز روایت توماسو بوشتا، یکی از مافیوزی‌های ناراضی که اصلاً وجود چنین اجلاسی را رد کرد. به گفته بوشتا، بونانو در هتل گراند دز پالم اقامت داشت و همیشه میزبان مهمانان زیادی بود، اما هیچ نشست رسمی در کار نبود.
جو بونانو در خاطرات خود به سفرش به پالرمو اشاره می‌کند، اما هیچ حرفی از یک اجلاس رسمی نمی‌زند. همچنین پروفسور آلفرد دبلیو. مک‌کوی، در کتاب مهم خود "سیاست هروئین در جنوب شرق آسیا" که به تجارت هروئین پس از جنگ جهانی دوم می‌پردازد، هیچ اشاره‌ای به این اجلاس نکرده است.
به گفته بوشتا، در عصر ۱۲ اکتبر ۱۹۵۷، یک گردهمایی غیررسمی در اتاق خصوصی رستوران اسپانو (رستوران غذای دریایی) برگزار شد. در این مراسم، جو بونانو به عنوان مهمان افتخاری توسط دوست قدیمی‌اش، لاکی لوچیانو، مورد استقبال قرار گرفت. در میان حاضرین کارماین گالانته (معاون بونانو)، برادران سالواتوره و آنجلو لا باربرا، سالواتوره "پرنده کوچک" گرکو، گائتانو بادالامنتی، جوآکینو پنینو، چزاره مانزلا، روزاریو مانچینو، فیلیپو و وینچنزو ریمی و توماسو بوشتا حضور داشتند.
بوشتا ادعا می‌کند که بونانو در همین شام پیشنهاد داد تا به پیروی از الگوی مافیای آمریکا (که در دهه ۱۹۳۰ کمیسیون خود را تشکیل داده بود)، یک "کمیسیون مافیای سیسیلی" برای جلوگیری از اختلافات خشونت‌آمیز ایجاد شود.
پلیس ایتالیا که لوچیانو را تحت نظر داشت، از این جلسات مطلع شد و آن‌ها را زیر نظر گرفت. با این حال، گزارش این عملیات در بایگانی پالرمو گم شد. یک نسخه از آن به اداره فدرال مواد مخدر در واشنگتن ارسال شد، اما هشت سال طول کشید تا از این گزارش برای محاکمه برخی از شرکت‌کنندگان و همدستانشان در پالرمو استفاده شود.
محاکمه شرکت‌کنندگان  
در اوت ۱۹۶۵، دادستان‌های عمومی پالرمو ۱۴ حکم جلب صادر کردند و ۱۰ متهم را در سراسر ایتالیا در سپیده‌دم دستگیر کردند. در میان دستگیرشدگان جنکو روسو، گارافولو و فرانک کوپولا حضور داشتند. آنها به اتهام توطئه جنایی، قاچاق مواد مخدر، ارز و دخانیات متهم شدند و در اجلاس پالرمو ۱۹۵۷ حضور داشتند.  
در نهایت، ۱۷ سیسیلی و ایتالیایی-آمریکایی مرتبط با مافیای سیسیلی و آمریکایی توسط قاضی آلدو ویگنری به اتهام توطئه جنایی، قاچاق مواد مخدر و ارز تحت تعقیب قرار گرفتند. در میان متهمان بونانو، بونونتره، گالانته، سورژ، ماگادینو، جان پریزیولا، رافائل کوآزارانو، فرانک کوپولا و جو آدونیس حضور داشتند.  
محاکمه در ۱۴ مارس ۱۹۶۸ پس از یک تحقیق پنج ساله که شبکه قاچاق مواد مخدر فراآتلانتیک فعال از سال ۱۹۵۷ را فاش کرده بود، آغاز شد. قاضی ویگنری به آمریکا سفر کرده بود تا از جو والاچی، اولین عضو مافیای ایتالیایی-آمریکایی که علیه این سازمان شهادت داد، بازجویی کند. دادگاه پالرمو در ژوئن ۱۹۶۸ به دلیل عدم وجود شواهد کافی، اتهامات را رد کرد.

## وضعیت به عنوان اجلاس هروئین
آنچه می‌توان در مورد رویدادهای اکتبر ۱۹۵۷ در پالرمو گفت این است که این گردهمایی‌ها پیوندهای بین "آمریکایی‌ترین" خانواده‌های مافیای سیسیلی و "سیسیلی‌ترین" خانواده از پنج خانواده آمریکایی، یعنی خانواده جنایتکار بونانو را تقویت کرد. به گفته جان دیکی، مورخ، این یک کنفرانس بین "مافیای سیسیلی" و "کوزا نوسترای آمریکایی" به شکل رسمی نبود.  
به جای یک اجلاس دیپلماتیک، این یک جلسه تجاری بود که ممکن است در آن قاچاق هروئین بین این دو گروه مورد بحث قرار گرفته باشد، اما قطعاً هیچ توافق کلی در مورد تجارت هروئین بین "مافیای سیسیلی" و "کوزا نوسترای آمریکایی" وجود نداشت.  
در شهادت‌هایش نزد قاضی جووانی فالکونه، بوشتا - که حدود سه دهه بعد مورد بازجویی قرار گرفت و تنها شرکت‌کننده در این جلسات بود که در مورد آن صحبت کرد - به طور مداوم از موضوع قاچاق هروئین و نقش احتمالی خود در آن اجتناب کرد و اصرار داشت که هیچ نشستی برگزار نشده است. جای تعجب نیست که بونانو و لوچیانو در خاطراتشان به چنین نشستی اشاره‌ای نکرده‌اند. با این حال، میزان دستگیری‌ها و ضبط هروئین در سال‌های پس از اقامت بونانو در پالرمو به طور قابل توجهی افزایش یافت.  
نتیجه مهم گردهمایی‌های ۱۹۵۷ پالرمو  
دستاورد اصلی این گردهمایی‌ها این بود که مافیای سیسیلی اولین "کمیسیون مافیای سیسیلی" را تشکیل داد و "پرنده کوچولو" گرکو را به عنوان اولین رئیس (primus inter pares) آن منصوب کرد. این کمیسیون الگوبرداری از ساختار کوزا نوسترای آمریکا بود و هدف آن کاهش درگیری‌های داخلی و ایجاد هماهنگی بیشتر بین خانواده‌های مافیایی سیسیلی بود.